# إرون
بلدية إرون (بالإسبانية: Irún) هي مدينة تقع في مقاطعة غيبوثكوا التابعة لمنطقة إقليم الباسك شمال إسبانيا.

## الديموغرافيا
بلغ عدد سكان مدينة إرون 61.006 نسمة عام 2011 (وفقاً للمعهد الوطني للإحصاء الإسباني).
| 55.215 | 55.497 | 57.618 | 59.508 | 60.416 | 60.951 | 61.006 |

## أعلام
- خوان مانويل خارات
- برستون ديكنسون
- أويير أولازابال
- لويس ريغيرو
- خافيير غاريدو
- خافيير إروريتا